# Pyatigorsk

Cờ Pyatigorsk

Huy hiệu Pyatigorsk

Pyatigorsk (tiếng Nga: Пятигорск) là một thành phố Nga, và cũng là trung tâm hành chính của Vùng liên bang Bắc Kavkaz. Thành phố này thuộc chủ thể Stavropol Krai. Dân số: 142,511 (Điều tra dân số 2010); 140,559 (Điều tra dân số 2002); 129,499 (Điều tra dân số năm 1989).

## Khí hậu
| Dữ liệu khí hậu của Pyatigorsk          | Dữ liệu khí hậu của Pyatigorsk | Dữ liệu khí hậu của Pyatigorsk | Dữ liệu khí hậu của Pyatigorsk | Dữ liệu khí hậu của Pyatigorsk | Dữ liệu khí hậu của Pyatigorsk | Dữ liệu khí hậu của Pyatigorsk | Dữ liệu khí hậu của Pyatigorsk | Dữ liệu khí hậu của Pyatigorsk | Dữ liệu khí hậu của Pyatigorsk | Dữ liệu khí hậu của Pyatigorsk | Dữ liệu khí hậu của Pyatigorsk | Dữ liệu khí hậu của Pyatigorsk | Dữ liệu khí hậu của Pyatigorsk |
| Tháng                                   | 1                              | 2                              | 3                              | 4                              | 5                              | 6                              | 7                              | 8                              | 9                              | 10                             | 11                             | 12                             | Năm                            |
| --------------------------------------- | ------------------------------ | ------------------------------ | ------------------------------ | ------------------------------ | ------------------------------ | ------------------------------ | ------------------------------ | ------------------------------ | ------------------------------ | ------------------------------ | ------------------------------ | ------------------------------ | ------------------------------ |
| Cao kỉ lục °C (°F)                      | 18.2 (64.8)                    | 20.8 (69.4)                    | 30.3 (86.5)                    | 33.5 (92.3)                    | 34.4 (93.9)                    | 36.5 (97.7)                    | 39.7 (103.5)                   | 40.9 (105.6)                   | 37.4 (99.3)                    | 31.4 (88.5)                    | 25.1 (77.2)                    | 20.6 (69.1)                    | 40.9 (105.6)                   |
| Trung bình ngày tối đa °C (°F)          | 0.8 (33.4)                     | 1.3 (34.3)                     | 5.9 (42.6)                     | 14.9 (58.8)                    | 20.3 (68.5)                    | 24.1 (75.4)                    | 27.0 (80.6)                    | 26.5 (79.7)                    | 21.4 (70.5)                    | 14.6 (58.3)                    | 7.7 (45.9)                     | 2.9 (37.2)                     | 14.1 (57.4)                    |
| Trung bình ngày °C (°F)                 | −3.8 (25.2)                    | −3.2 (26.2)                    | 1.0 (33.8)                     | 8.9 (48.0)                     | 14.5 (58.1)                    | 18.4 (65.1)                    | 21.1 (70.0)                    | 20.3 (68.5)                    | 15.3 (59.5)                    | 8.9 (48.0)                     | 3.1 (37.6)                     | −1.5 (29.3)                    | 8.7 (47.7)                     |
| Tối thiểu trung bình ngày °C (°F)       | −7.7 (18.1)                    | −7.0 (19.4)                    | −2.9 (26.8)                    | 3.6 (38.5)                     | 8.8 (47.8)                     | 12.6 (54.7)                    | 15.4 (59.7)                    | 14.7 (58.5)                    | 10.1 (50.2)                    | 4.2 (39.6)                     | −0.7 (30.7)                    | −5.2 (22.6)                    | 3.9 (39.0)                     |
| Thấp kỉ lục °C (°F)                     | −32.5 (−26.5)                  | −31.6 (−24.9)                  | −23.4 (−10.1)                  | −11.9 (10.6)                   | −4.8 (23.4)                    | 1.5 (34.7)                     | 7.0 (44.6)                     | 3.3 (37.9)                     | −3.2 (26.2)                    | −9.6 (14.7)                    | −22.3 (−8.1)                   | −25.8 (−14.4)                  | −32.5 (−26.5)                  |
| Lượng Giáng thủy trung bình mm (inches) | 18.3 (0.72)                    | 19.0 (0.75)                    | 26.4 (1.04)                    | 48.0 (1.89)                    | 72.8 (2.87)                    | 86.4 (3.40)                    | 70.0 (2.76)                    | 51.7 (2.04)                    | 43.6 (1.72)                    | 32.7 (1.29)                    | 25.7 (1.01)                    | 23.7 (0.93)                    | 518.3 (20.42)                  |
| Số ngày giáng thủy trung bình           | 16.8                           | 16.1                           | 16.2                           | 13.7                           | 11.7                           | 9.7                            | 7.1                            | 6.5                            | 10.7                           | 15.4                           | 13.7                           | 16.4                           | 154                            |
| Nguồn: climatebase.ru                   |                                |                                |                                |                                |                                |                                |                                |                                |                                |                                |                                |                                |                                |

## Vinh danh
Tiểu hành tinh 2192 Pyatigoriya do nhà thiên văn học Liên Xô Tamara Smirnova phát hiện năm 1972 được mang tên thành phố.

## Thành phố kết nghĩa
Pyatigorsk kết nghĩa với:
- Dilijan, Armenia
- Hévíz, Hungary
- Kochi, Ấn Độ
- Panagyurishte, Bulgaria
- Schwerte, Đức
- Trikala, Hy Lạp